# Ion Creangă
Ion Creangă is een Roemeense gemeente in het district Neamț.
Ion Creangă telt 5775 inwoners.